# Grupp (sport)
En grupp är inom sport en term som används främst inom olika serieformer i lagsport.
Inom serieformer kan en division vara geografiskt indelad i olika serier, som då kallas grupper. Till exempel bestod Sveriges högstadivision i bandy från säsongen 1931 och fram till säsongen 2006/2007 av flera, oftast två, geografiskt indelade serier, eller grupper som det också kallas innan enhetlig elitserie infördes säsongen 2007/2008.
I turneringar eller kvalspel talar man ofta om ett gruppspel, då serierna oftast anses för korta för att benämnas serie. I till exempel VM i fotboll för herrar leder detta oftast direkt till slutspel för de bästa lagen, men vid världsmästerskapet i ishockey för herrar brukade åren 1997-2011 först en mellanrunda vänta. Inom CONMEBOL i Sydamerika VM-kvalar dock sedan VM 1998 tio lag om platsen i fotbolls-VM.
I Kontinental Hockey League styrs gruppindelningen av ett seedningssystem. I Sverige har bland annat Svenska basketligan, som startade säsongen 1992/1993, använt sig av ett poolsystem med två grupper där ranking och inte geografi räknats. Där har ordet grupp ersatts av "pool".
Om många på förhand starka lottas i samma grupp brukar sportjournalisterna tala om att de hamnat i dödens grupp.
I curlingmästerskap spelar man ofta ett gruppspel som på engelska kallas Round Robin vilket går ut på att alla lag får möta alla andra lag en gång, innan utslagsmatcherna börjar.

### Fotnoter
1. ↑  ”Inför omstarten av Elitserien”. Svenska fans. 4 februari 2014. http://www.svenskafans.com/bandy/infor-omstarten-av-elitserien-500101.aspx. Läst 26 augusti 2016.